# Théâtre Ariston

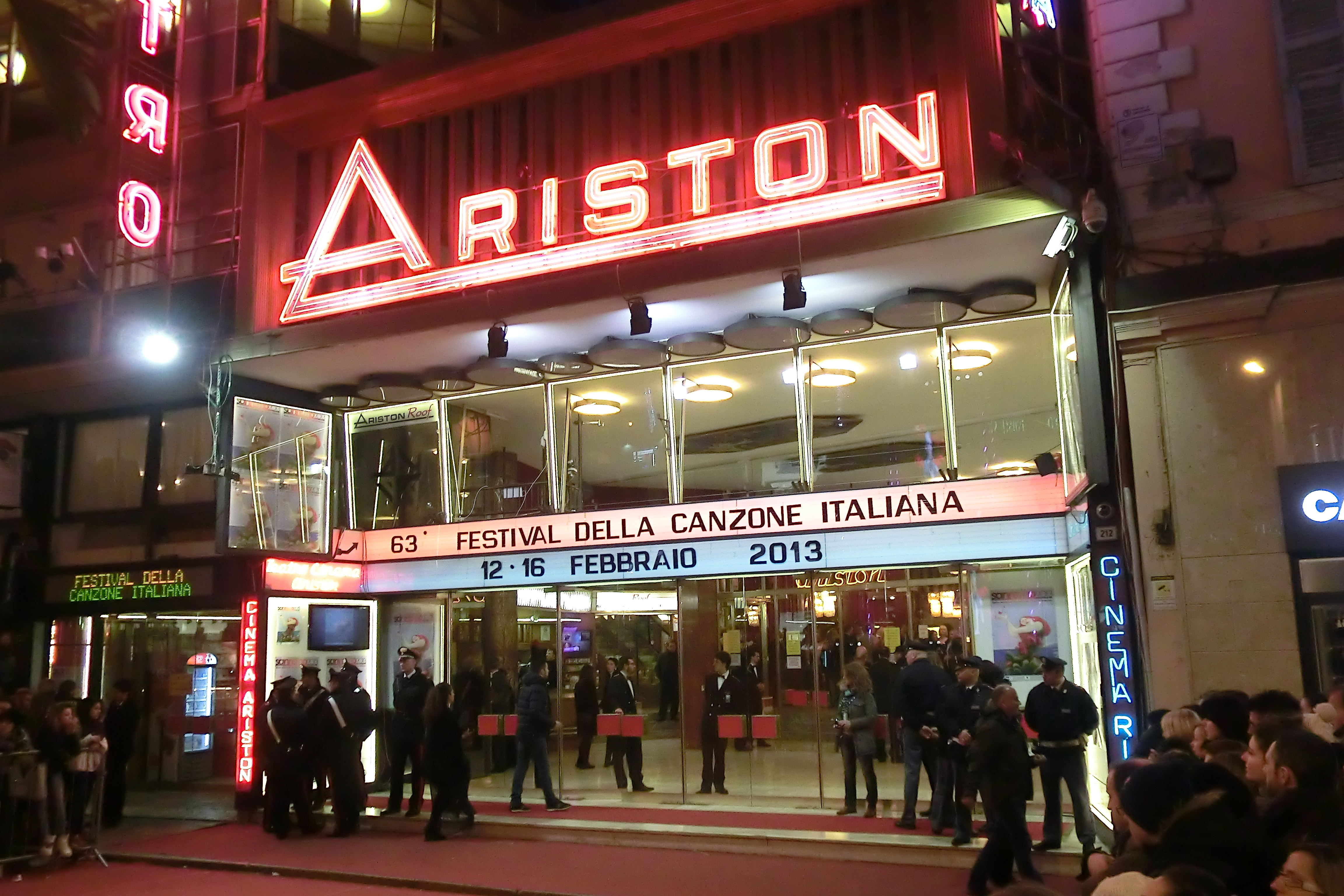

Le théâtre Ariston (en italien : teatro Ariston) est la principale salle de théâtre de Sanremo sur la Riviera ligure, en Italie. Le théâtre sert également de salle de cinéma.
S'y déroule chaque année depuis 1977, le Festival de Sanremo, consacré à la chanson italienne. Le Théâtre a également hébergé le Festival d'Art lyrique de Sanremo. 
Bien que créé sous ce nom dès 1957, la salle principale, dite Ariston, un cinéma-théâtre avec une capacité de 1 960 places.
C'est le commandeur Aristide Vacchino qui a décidé de sa construction dans les années cinquante. Ses travaux ont duré 10 ans, il est donc fini  le 31 mai 1963.

## Le Festival de Sanremo
(en italien : Festival della canzone italiana di Sanremo) est un festival de chansons italiennes, créé en 1951, qui a lieu chaque année au Théâtre Ariston, et diffusé sur la RAI.
Prix du festival : Andrea Bocelli, Al Bano et Romina Power, Laura Pausini, Eros Ramazzotti, etc.

## Le Festival d'Art Lyrique de San Remo
(en italien : Festival della Lirica di San Remo)
Ce festival programme des concerts, des opéras et un concours international d'opéra et de comédie musicale. La finale du concours a été diffusée plusieurs fois sur Télé Monte-Carlo. 
Prix du festival : Tomoko Masuda (soprano, Japan), Rosario La Spina (tenor, Australia), Sabrina de Rose (mezzo-soprano, Italie) etc. Le baryton français Michel Fenasse-Amat a remporté le 3e grand-prix de comédie musicale en 2000.